# Phyllopetalia
Phyllopetalia é um género de libelinha da família Austropetaliidae.
Este género contém as seguintes espécies:
- Phyllopetalia altarensis
- Phyllopetalia excrescens
- Phyllopetalia pudu
- Phyllopetalia stictica